# Roope Hintz
Roope Hintz, född 17 november 1996 i Tammerfors, är en finländsk professionell ishockeyforward som spelar för Dallas Stars i National Hockey League (NHL).
Han har tidigare spelat för Ilves och HIFK Hockey i Liiga; Texas Stars i American Hockey League (AHL) samt Bismarck Bobcats i North American Hockey League (NAHL).
Hintz blev draftad av Dallas Stars i den andra rundan i 2015 års draft som 49:e spelare totalt.

## Statistik
| 2012–2013    | Tampa Bay Juniors | EMJHL        | 20  | 20 | 15  | 35  | 0  | —  | — | —  | —  | —  |
|              | Bismarck Bobcats  | NAHL         | 2   | 0  | 0   | 0   | 0  | —  | — | —  | —  | —  |
| 2013–2014    | Ilves             | Liiga        | 7   | 0  | 0   | 0   | 2  | —  | — | —  | —  | —  |
| 2014–2015    | Ilves             | Liiga        | 42  | 5  | 12  | 17  | 10 | 2  | 0 | 0  | 0  | 0  |
| 2015–2016    | HIFK Hockey       | Liiga        | 33  | 8  | 12  | 20  | 4  | 18 | 2 | 4  | 6  | 2  |
| 2016–2017    | HIFK Hockey       | Liiga        | 44  | 19 | 11  | 30  | 18 | 14 | 3 | 11 | 14 | 4  |
| 2017–2018    | Texas Stars       | AHL          | 70  | 20 | 15  | 35  | 27 | 22 | 4 | 8  | 12 | 4  |
| 2018–2019    | Dallas Stars      | NHL          | 58  | 9  | 13  | 22  | 24 | 13 | 5 | 3  | 8  | 2  |
|              | Texas Stars       | AHL          | 21  | 9  | 13  | 22  | 10 | —  | — | —  | —  | —  |
| 2019–2020    | Dallas Stars      | NHL          | 60  | 19 | 14  | 33  | 16 | 25 | 2 | 11 | 13 | 10 |
| 2020–2021    | Dallas Stars      | NHL          | 41  | 15 | 28  | 43  | 4  | —  | — | —  | —  | —  |
| 2021–2022    | Dallas Stars      | NHL          | 80  | 37 | 35  | 72  | 28 | 6  | 2 | 2  | 4  | 2  |
| 2022–2023    | Dallas Stars      | NHL          | 34  | 16 | 22  | 38  | 12 | —  | — | —  | —  | —  |
| NHL totalt   | NHL totalt        | NHL totalt   | 273 | 96 | 112 | 208 | 84 | 44 | 9 | 16 | 25 | 14 |
| Liiga totalt | Liiga totalt      | Liiga totalt | 126 | 32 | 35  | 67  | 34 | 34 | 5 | 15 | 20 | 6  |
| AHL totalt   | AHL totalt        | AHL totalt   | 91  | 29 | 28  | 57  | 37 | 22 | 4 | 8  | 12 | 4  |

### Internationellt
| Källa: Uppdaterad: 2022-12-24 | Källa: Uppdaterad: 2022-12-24 | Källa: Uppdaterad: 2022-12-24 |         | Utv = Utvisningsminuter | Utv = Utvisningsminuter | Utv = Utvisningsminuter | Utv = Utvisningsminuter | Utv = Utvisningsminuter |
| År                            | Lag                           | Mästerskap                    | Matcher | Mål                     | Assists                 | Poäng                   | Utv                     |                         |
| ----------------------------- | ----------------------------- | ----------------------------- | ------- | ----------------------- | ----------------------- | ----------------------- | ----------------------- | ----------------------- |
| 2015                          | Finland                       | JVM                           | 5       | 0                       | 2                       | 2                       | 2                       |                         |
| 2016                          | Finland                       | JVM                           | 7       | 3                       | 1                       | 4                       | 2                       |                         |
| Junior totalt                 | Junior totalt                 | Junior totalt                 | 12      | 3                       | 3                       | 6                       | 4                       |                         |